# Prova ultrasonica per calcestruzzi
Le prove ultrasoniche sono controlli non distruttivi che permettono la stima, in maniera indiretta, della resistenza meccanica del calcestruzzo in sito.

## Generalità
Le onde ultrasoniche sono onde meccaniche la cui frequenza delle vibrazioni è al di sopra del campo delle frequenze udibili dall'orecchio umano.
Tali onde, come quelle sonore, hanno origine dalla deformazione che un mezzo elastico subisce per effetto di una sollecitazione esterna.
Infatti la sollecitazione esterna determina lo spostamento, dalla loro posizione di equilibrio, di un certo numero di particelle del mezzo.
Terminata la sollecitazione, le particelle tendono a tornare nella loro configurazione di equilibrio.
Nei mezzi elastici tale ritorno non è immediato, infatti le particelle direttamente perturbate, si comportano come molle deformate che prima di fermarsi oscillano attorno alla loro posizione di equilibrio.
Tali vibrazioni si trasmettono quindi alle particelle degli strati adiacenti, le quali entrano a loro volta in oscillazione, e così via.
In questo modo la sollecitazione iniziale, che inizialmente interessa direttamente soltanto una porzione del corpo, finisce per propagarsi attraverso il mezzo.
La perturbazione che si propaga nel mezzo costituisce l'onda.
La velocità di propagazione delle onde in un materiale omogeneo dipende dalla sua densità, dalle sue caratteristiche elastiche (modulo elastico, coefficiente di Poisson).
La prova si basa sulla determinazione della velocità di propagazione degli impulsi delle onde longitudinali ultrasoniche nel calcestruzzo indurito il cui valore, in prima approssimazione, è correlato a quello del modulo di Young del materiale che a sua volta è correlato alla resistenza meccanica del conglomerato:
{\displaystyle v_{p}={\sqrt[{}]{\frac {E}{d}}}}
dove d è la densità del calcestruzzo.

## Apparecchiatura
L'apparecchiatura consiste in:
- un generatore di impulsi;
- due trasduttori, uno emittente e l'altro ricevente;
- un amplificatore di impulsi;
- un dispositivo elettronico per la misurazione dell'intervallo di tempo.

## Principio di funzionamento
Un trasduttore elettroacustico, poggiato sulla superficie del calcestruzzo da indagare, emette un treno di onde, il quale dopo aver attraversato lo spessore noto di calcestruzzo, viene convertito in segnale elettrico da un secondo trasduttore poggiato sulla superficie opposta e dei circuiti di temporizzazione elettronica consentono di calcolare il tempo di transito delle onde nel materiale.
Il valore della velocità delle onde Vp viene calcolato misurando il tempo t che le onde emesse dalla sonda emittente impiegano ad arrivare a quella ricevente.
Per la trasmissione diretta e semidiretta vale la formula:
{\displaystyle V_{p}={\frac {L}{t}}}
dove L è la distanza tra le due sonde.

## Disposizione dei trasduttori
A seconda della disposizione delle sonde si hanno le seguenti misure ultrasoniche:
per trasparenza (o T) o trasmissione diretta : le due sonde sono poste su due facce opposte parallele del calcestruzzo da indagare - direzione di propagazione delle onde perpendicolare alle stesse facce;
- per semitrasparenza (o ST) o trasmissione semidiretta: le due sonde sono poste su due facce non parallele del calcestruzzo da indagare (superfici contigue) - direzione di propagazione delle onde inclinata rispetto alle stesse facce;
- per superficie (o S) -  trasmissione indiretta o superficiale - le sulla stessa superficie si pongono la sonda emittente e 2 sonde riceventi disposte a distanza diversa.

## Preparazione
La prova va eseguito su superfici grezze pertanto prive di intonaco o altro materiale, lontano da zone in cui il conglomerato è ammalorato e possibilmente in zone di calcestruzzo prive di armatura; in quest'ultimo caso sarebbe necessario ricorrere ad una prova pacometrica preliminare per individuare la posizione dei tondini di acciaio.
Se la superficie del calcestruzzo dovesse essere eccessivamente ruvida o irregolare è necessario procedere ad una levigatura
Per avere buoni risultati è necessario un buon accoppiamento acustico tra il calcestruzzo e i trasduttori.
A tal fine si può utilizzare tra la superficie del calcestruzzo e quella delle sonde della pasta di caolino/glicerina o del grasso.

## Campo di frequenze
Il campo di frequenze più utilizzato è quello compreso tra 40–60 kHz anche se di norma per piccole distanze (< 50 mm) è preferibile utilizzare onde di frequenza compresa tra 60 e 200 kHz mentre per distanze maggiori (fino a 15 m) onde con frequenze comprese tra 10 e 40 kHz.

## Principali applicazioni
Oltre che per la stima della resistenza meccanica del calcestruzzo, le prove ultrasoniche consentono di rilevare:
- il grado di omogeneità del materiale;
- la presenza di vuoti, lesioni o discontinuità delle strutture;
- i difetti di getto;
- il valore del modulo elastico dinamico;
- variazioni delle proprietà nel tempo causate dalla storia dell'elemento (manutenzione , sollecitazioni, degrado, ecc.).

In merito alla determinazione della resistenza meccanica, è consigliato combinare le indagini ultrasoniche con prove sclerometriche metodo combinato ultrasuoni - sclerometro); in questo modo si può ottenere una precisione di ± 15%.

## Normativa di riferimento
- UNI EN 12504-4: Prove sul calcestruzzo nelle strutture - Parte 4: Determinazione della velocità di propagazione degli impulsi ultrasonici